# Melanchthonkirche (Mannheim)

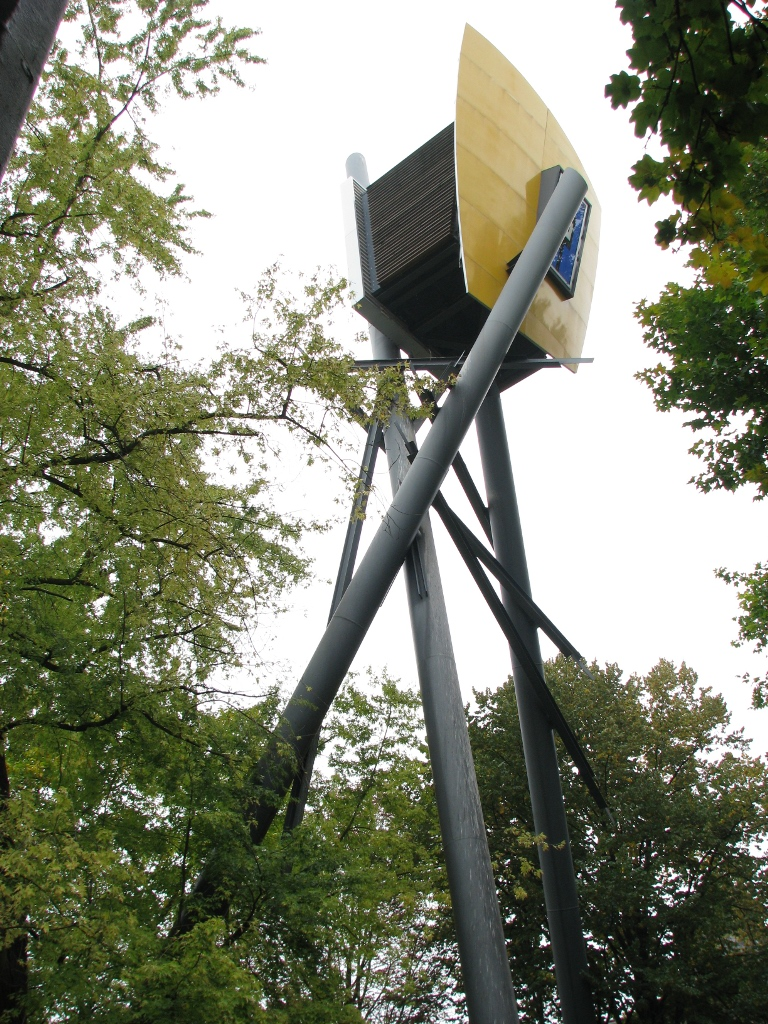
Glockenturm der Melanchthonkirche

Die Melanchthonkirche ist eine evangelische Kirche im Mannheimer Stadtteil Neckarstadt-Ost. Sie wurde zwischen 1922 und 1923 nach den Plänen von Wilhelm Würth erbaut. Der Glockenturm stammt aus dem Jahr 1997.

## Geschichte
Die Wohnbebauung der nördlich der Mannheimer Innenstadt liegenden Neckarstadt entstand ab der zweiten Hälfte des 19. Jahrhunderts. Im Westteil wurde 1884 die Lutherkirche für die evangelischen Einwohner erbaut, die aufgrund des rasanten Bevölkerungswachstums bereits nach zwanzig Jahren durch einen größeren Neubau ersetzt wurde. Auch danach stieg die Einwohnerzahl weiter schnell an, 1910 wurden bereits 20.259 Evangelische gezählt, und die Wohnbebauung entwickelte sich ostwärts weiter, so dass hier 1913 die nach dem Reformator Philipp Melanchthon benannte Pfarrei eingerichtet wurde.
Zum Bau einer Kirche kam es aufgrund des Ersten Weltkriegs zunächst nicht und die Gottesdienste wurde in der Uhlandschule abgehalten. Zwischen 1922 und 1923 wurde dann die Melanchthonkirche gebaut. Obwohl als Notkirche geplant, nach dem Bau einer größeren Kirche sollte das Gebäude als Gemeindehaus genutzt werden, hatte sie 900 Sitzplätze. Im Zweiten Weltkrieg wurde die Kirche schwer beschädigt. Bis 1952 wurde die Melanchthonkirche unter der Leitung von Albrecht Lange und Hans Mitzlaff mit einem neu gestalteten Innenraum wiederaufgebaut. Im letzten Drittel des 20. Jahrhunderts nahm die Zahl der Kirchenmitglieder in der Neckarstadt stark ab. 2009 wurde für die Gemeinden Melanchthon, Luther, Kreuz und Herzogenried ein Gruppenpfarramt gebildet.

## Beschreibung

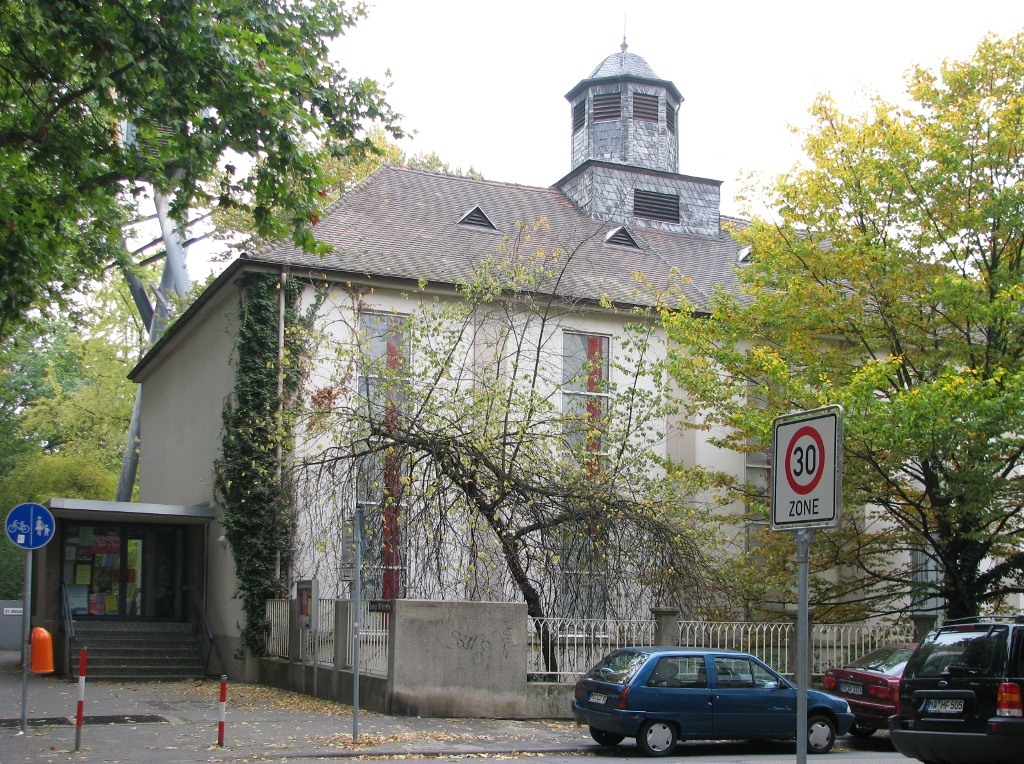
Melanchthonkirche

Die Melanchthonkirche steht an der Langen Rötterstraße im Zentrum von Neckarstadt-Ost. Die Hallenkirche wird von einem Walmdach bedeckt, das mit einem Dachreiter verziert ist. An den Seiten befinden sich zwölf langgestreckte Fenster. Sie wurden 1990/91 von Johannes Schreiter gestaltet und nehmen Bezug auf das Kirchenjahr. Das Altarwandbild „der Gekreuzigte ist der Auferstandene“, das Taufbecken und den Taufleuchter schuf 1986 Hannelore Pichlbaur. Der Altar und die Kanzel stammen von Gernot Eichler. Die Orgel hat 20 Register und wurde 1985 von Georges Heintz gebaut.
In dem Dachreiter wurden bei der Erbauung der Kirche 1923 zwei Glocken aufgehängt. Eine davon war die älteste erhaltene Glocke in Mannheim. Sie wurde 1709 von Melchior Derck gegossen und von Offizieren für die Trinitatiskirche gespendet. Nachdem dort ein neues Geläut aufgehängt worden war, und die alte Glocke klanglich nicht dazu passte, kam sie zur Melanchthonkirche. Sie hat folgende Inschrift:
In Mannheim hat mein Nahm und Klang vor niemand hören schallen
Ich bin die erste lutherisch Glock: Ich ruff denen allen
Die sind auf Gottes Lob und Preis und eignes Heil bedach:
Und zeige zum Gedächtnis an, wer mich zur Welt gebrach
Den 33 Meter hohen Glockenturm entwarfen 1997 Martin Rudolf und Nicolaus Staniek. Drei sich kreuzende Stahlrohre, die die Dreieinigkeit symbolisieren sollen, tragen die Glockenstube aus Aluminium und Holz, in der vier Glocken hängen.
Auf der Wiese der Melanchthonkirche wurden 2012 der Altar, die Kanzel und der Taufstein aus der abgerissenen Kreuzkirche aufgestellt.

## Kirchenmusiker
- Beate Rux-Voss